# Ephedra sinica
Éphédra chinois
Espèce
Statut de conservation UICN

 LC  : Préoccupation mineure
Ephedra sinica, l'éphédra chinois ou ma huang, est une espèce de plantes gnétophytes (gymnospermes, classe des Equisetopsida) de la famille des Ephedraceae, originaire d'Asie de l'Est.
C'est un arbuste gracile poussant en bord de mer, qui contient des alcaloïdes à action sympathomimétique  et qui est inscrit depuis des millénaires dans la pharmacopée chinoise pour ses propriétés stimulantes.

## Description
Ephedra sinica est un sous-arbrisseau, pouvant atteindre 40 cm de haut, à l'aspect de « balai de sorcière ». La plante est peu ramifiée, à tiges ligneuses, anguleuses, courtes ou prostrées, avec des ramifications droites ou incurvées  parfois légèrement enroulées. Les entre-nœuds, de 3 à 4  cm de long sur environ 2 mm de diamètre, sont superficiellement sillonnés. Les feuilles, réduites,  sont opposées, connées sur un tiers à deux tiers de leur longueur, la partie libre, subulée à étroitement triangulaire, à l'apex très pointu, a moins de 5 mm de long.
Les cônes mâles, à pollen, solitaires ou groupés en grappes aux nœuds, rarement terminaux, sont  sessiles ou pédonculés.
Ils présentent  4 paires de bractées à marge très étroite, membraneuse, à l'apex obtus ou subaigu, et 7 ou 8 anthères  sessiles ou peu stipitées.
Les cônes femelles, à graines,  terminaux ou axillaires, sont solitaires, ovoïdes-oblongs- ou subglobuleux, et ont environ 8 mm de long à maturité. Ils présentent 4 paires de bractées, connées sur un tiers à trois quarts de leur longueur, qui deviennent rouges et charnues à maturité.
Les graines, généralement au nombre de 2, sont rouge-noirâtre ou brun-grisâtre.

### Cytologie
Ephedra sinica est une espèce allotétraploïde à 28 chromosomes (2n = 4x = 28),.

## Répartition
Elle se trouve en Chine, en Sibérie.

## Taxinomie

### Synonymes
Selon The Plant List (31 décembre 2019) :
- Ephedra flava F.P.Sm.
- Ephedra ma-huang Tang S.Liu

### Liste des variétés
Selon NCBI (31 décembre 2019) :
- Ephedra sinica var. pumila Florin

## Propriétés
La plante contient des alcaloïdes dont l'éphédrine et la pseudoéphédrine (Méthyléphédrine, Pseudoéphédrine3) entre 0,2 et 1 % de la masse totale : elle a donc des propriétés stimulantes et est considérée comme produit dopant.
Elle aurait des propriétés : hypolipémiante (lipolytique), bronchodilatateur, vasoconstricteur nasal, antimigraineux[réf. nécessaire].

## Usage

### Pharmacopée
L'éphédra chinois, mahuang, 麻黄, est utilisé à des fins médicales depuis l'Antiquité en Chine. Il est mentionné dans le premier ouvrage de matière médicale, le Classique de la matière médicale du Laboureur Céleste, (Shénnóng běncǎo jīng, 神农本草经),  compilé au Ier siècle de notre ère.  À la même époque, en Europe,  le grec Dioscoride mentionne l'usage thérapeutique d'éphédra (probablement E. major) et le romain Pline l'Ancien se fait aussi l'écho de ces prescriptions (Histoire naturelle, vol 2, XX).
Certains pensent que cette drogue pourrait être le fameux soma (religion indo-européenne), tandis que d'autres penchent pour l'amanite tue-mouches.
Les parties utilisées sont surtout les feuilles et la tige.
La médecine chinoise traditionnelle l'utilise contre l'asthme et les crises de bronchite aiguë.
C'est un produit piquant chaud qui libère le biao vent froid. Sa principale propriété est qu'il permet de faire la sudorification.
Dans les pays occidentaux, c'est comme énergisant qu'on utilise l'éphedra, pour perdre du poids[réf. nécessaire]. De nos jours, Ephedra sinica est considérée en Europe comme obsolète, même chez les médecins avec une orientation phytothérapeutique. Il existe en effet pour le traitement des troubles concernés des médicaments modernes, en partie dérivés de l'éphédrine, dont le rapport bénéfice risque est meilleur que celui de Ephedra sinica.

### Produit dopant
Ses propriétés stimulantes en font un produit dopant, interdit par les organismes sportifs internationaux.
Elle servait notamment en arts martiaux pour ses capacités à libérer la respiration.

### Herbal X
Une poudre dénommée Herbal Ecstasy, Herbal XTC ou Herbal X se trouve en vente sur Internet ou dans des smartshops.
Il s'agit d'une préparation de plantes stimulantes dont la composition est variable mais qui contient généralement principalement de l'éphédra notamment Ephedra sinica.
La préparation se consomme mêlée dans un liquide ; les effets sont légèrement stimulant et peuvent induire une altération de la tension artérielle, des insomnies voire des diarrhées.

## Effets et conséquences
Son caractère stimulant peut provoquer une augmentation de la pression artérielle et une augmentation ou irrégularité des battements cardiaques sur une période de consommation prolongée. Les complications peuvent alors causer des hémorragies cérébrales, des arythmies cardiaques pouvant déboucher sur des arrêts cardiaques.
L'usage prolongé peut induire des atteintes à la mémoire et à la concentration, anxiété, tremblements et insomnies.

## Aspect culturels
Il existe un timbre de Mongolie à son effigie[réf. nécessaire].